# Власенко, Аллин Григорьевич
Аллин Григорьевич Власенко (30 июня 1938, Челябинск — 23 ноября 2021, Киев) — советский и украинский дирижёр, заслуженный деятель искусств УССР, народный артист Украины (2000), профессор Национальной музыкальной академии Украины имени Петра Чайковского.

## Биография
Родился в семье военного офицера. Поскольку родители и родные обладали прекрасными голосами — с детства впитал мелодику, гармонию и душу украинской песни.

### Школа
В Харькове (по месту службы отца) поступает в первый класс музыкальной школы (класс фортепиано), солирует в детском хоре.
Окончательному выбору профессии музыканта поспособствовало знакомство с тогдашним ректором Харьковской консерватории Владимиром Комаренко.
В специальной музыкальной школе-десятилетке при консерватории у педагога Г. Рыкова (класс кларнета) учится на оркестровом отделении.

### Консерватория, аспирантура
В 1958 году поступает в Харьковскую консерваторию на оркестровый факультет.
На третьем курсе — руководитель группы кларнетов симфонического оркестра Харьковского оперного театра. Испытывает страсть к дирижированию. Учится дирижированию у доцента Алисы Видулиной (ученица В.Климова, народного артиста Украины, выдающегося дирижёра).
В 1961 году окончил оркестровый факультет Харьковской консерватории, по классу кларнета.
В 1966 году поступает в аспирантуру по оперно-симфонического дирижированию в класс Михаила Канерштейна (г. Киев).
С 1966 года — дирижёр Государственного симфонического оркестра Украины. Соратниками советчиками и старшими товарищами Аллина Григорьевича в этот период жизни были Вениамин Тольба, Натан Рахлин, Константин Симеонов, Борис Чистяков. Получил возможность совершенствовать свое дирижёрское мастерство у Евгения Мравинского и Степана Турчака.

### Преподаватель
С 1967 становится преподавателем Киевской государственной консерватории.
В процессе воспитания нового поколения дирижёров сформировал собственную дирижёрскую школу.
Среди учеников — Сиренко Владимир Федорович, известный в мире дирижёр, народный артист Украины, лауреат Шевченковской премии; Виктория Жадько, Андрей Иваниш, Наталья Пономарчук, Сергей Власов (Россия), Игорь Андриевский и другие.
С 1971 года работал в Киевском театре оперы и балета.
В 1993—1997 годах, занимаясь оркестром Харьковской филармонии, возродил этот коллектив, вернул ему звание первоклассного оркестра и побуждал к активной исполнительской деятельности.
Умер 23 ноября 2021 года. Похоронен в колумбарии Байкового кладбища вместе с женой и ее родителями.

## Репертуар
- «Запорожец за Дунаем» С. Гулака-Артемовского,
- «Наталка Полтавка» Н. Лысенко,
- «Аскольдова могила» О. Верстовского,
- «Севильский цирюльник» Дж. Россини,
- «Фауст» Ш. Гуно,
- «Травиата» Дж. Верди,
- «Абесалом и Этери» Палиашвили,
- «Ярослав Мудрый» Г. Майбороды и другие.

## Постановщик
Как дирижёр-постановщик осуществил ряд значительных музыкальных интерпретаций, среди которых
- «Лесная песня» Михаила Скорульского,
- «Щелкунчик», «Спящая красавица» и «Третья сюита» П. Чайковского,
- «Баядерка», «Пахита» Л. Минкуса,
- «Сильфида» Х. Левенсхольда,
- «Напрасное предостережение» Л. Герольда,
- «Коппелия» Л. Делиба,
- хореографические миниатюры «Приглашение к танцу» К. Вебера,
- «Шарка» Б. Сметаны.

Всего в балетном и оперном репертуаре более 50 спектаклей.